# Немецкая партия (Югославия)
Немецкая партия (серб. Немачка странка, нем. Die Deutsche Partei), или Партия немцев (серб. Странка Немаца, нем. Partei der Deutschen), или Партия немцев Королевства Сербов, Хорватов и Словенцев (серб. Странка Немаца у Краљевини Срба, Хрвата и Словенаца, нем. Partei der Deutschen im Königreich der Serben, Kroaten und Slowenen). Политическая партия немецкого этнического меньшинства в Королевстве Сербов, Хорватов и Словенцев в 1922-1929 годах.

## История
Политическая партия немецкого меньшинства в Королевстве Сербов, Хорватов и Словенцев. Учреждена в 1922 году. В 1923 году получила представительство в парламенте и сохраняла его вплоть до установления 6 января 1929 года диктатуры короля Александра Карагеоргиевича, когда партии национальных меньшинств были запрещены.
Бессменным председателем партии был Людвиг Кремлинг (1861—1930), который ранее, в период с 1907 по 1918 год, занимал пост президента Венгерской немецкой народной партии (Австро-Венгрия). Секретарём партии был Стефан Крафт (1884—1959).

## Результаты на выборах в Скупщину
| год                            | 1923   | 1925   | 1927   |
| ------------------------------ | ------ | ------ | ------ |
| абсолютный результат, голосов  | 43 007 | 45 172 | 48 032 |
| относительный результат, %     | 2,0    | 1,9    | 2,2    |
| количество замещенных мандатов | 8      | 5      | 6      |